# Cibuluh (Ujung Jaya)
Cibuluh is een bestuurslaag in het regentschap Sumedang van de provincie West-Java, Indonesië. Cibuluh telt 5133 inwoners (volkstelling 2010).